# Ovide Mercredi
Ovide William Mercredi, OM (* 30. Januar 1946 in Grand Rapids, Manitoba) ist ein kanadischer Politiker. Er ist Angehöriger der Cree und war von Juli 1991 bis Juli 1997 Leiter der Assembly of First Nations. Von 2015 bis 2017 war er Präsident der Manitoba New Democratic Party.

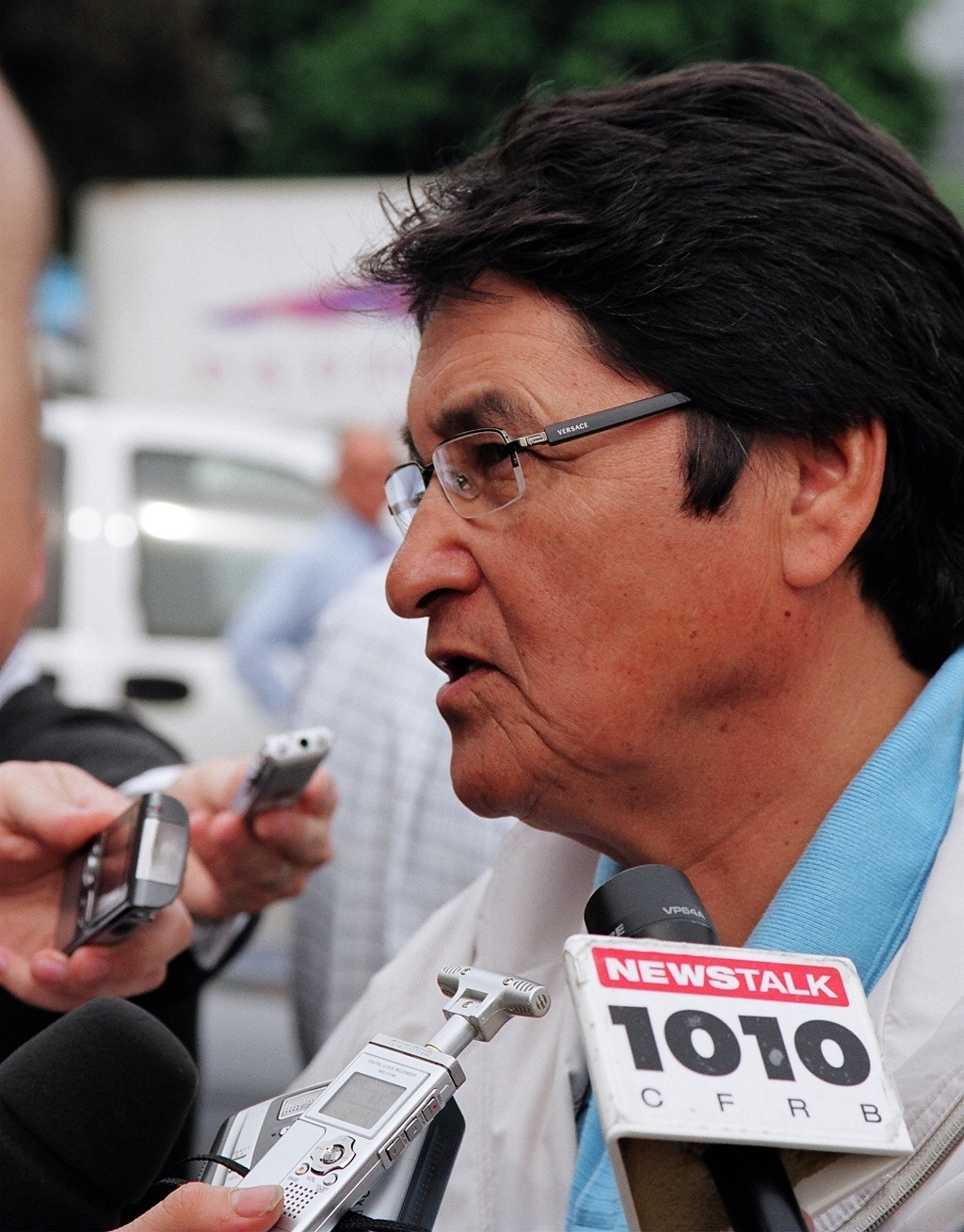
Ovide Mercredi

Mercredis Mutter, eine Cree, verlor ihren Status als Indianerin, weil sie einen Métis geheiratet hatte, daher galt der Sohn den Behörden zunächst nicht als Angehöriger der Cree. Erst 1985 konnte er die Anerkennung durchsetzen. Zudem bestritt er dem Department of Indian Affairs and Northern Development, dem zuständigen Ministerium, das Recht auf Anerkennung eines Menschen als Indian.
Mercredi studierte an der University of Manitoba Rechtswissenschaften und hatte sich dabei auf Straf- und Verfassungsrecht spezialisiert. Während dieser Zeit wurde er Präsident der ersten Studentenorganisation der Ureinwohner Kanadas. 1977 schloss er sein Studium ab und arbeitete als Anwalt. Er wurde Mitglied der Manitoba Human Rights Commission, der Kommission Manitobas für Menschenrechte. 1987 beriet er die First Nations bei den Verhandlungen um den Meech Lake Accord, einer gescheiterten Verfassungsänderung. 1989 wurde er zum Vice-Chief der Versammlung der First Nations für Manitoba. Auch bei den Verhandlungen um die Lösung der Oka-Krise spielte er 1990 eine wichtige Rolle. Er unterstützte die Cree im Norden der Provinz Québec gegen das Great Whale Project, ein Dammbauprojekt (siehe Hydro-Québec#Scheitern des Grande-Baleine-Projekts).
Auch als er am 12. Juni 1991 zum Federal Chief der Versammlung der First Nations gewählt wurde, setzte er sich in Fragen des Verfassungsrechts ein, wozu ihm die Debatte um die Charlottetown-Vereinbarung Gelegenheit gab. Er unterstützte Elijah Harper gegen die Vereinbarung und führte eine Delegation von 60 Repräsentanten ihrer Stämme. 1994 wurde er als Chief der Versammlung der First Nations wiedergewählt. Er setzte sich für das so genannte Brighter Futures Program ein, eine Initiative gegen familiäre Gewalt, und die für Aboriginal AIDS Initiative.
Mercredi knüpfte zudem auf der Ebene der UNO Kontakte und intervenierte auch bei Völkerrechtsfragen. Während des Aufstands in der mexikanischen Provinz Chiapas führte er 1994 eine indianische Delegation und war zugleich Beauftragter für die Beachtung der Menschenrechte im Auftrag des International Centre for Human Rights and Democratic Development.
Zusammen mit Mary Ellen Turpel veröffentlichte er 1993 In The Rapids: Navigating the Future of First Nations.
Mercredi ist Verfechter friedlicher Methoden politischer Auseinandersetzung und wurde daher von der Mahatma Gandhi Foundation for World Peace für den Gandhi-Friedenspreis vorgeschlagen. Sowohl in der Oka-Krise von 1990, als auch im Streit am Gustafsen Lake in British Columbia (1995) versuchte er friedlich zu intervenieren.
Als er 1996 die Souveränitätsrechte eines Staates von Kanada forderte, beschwerten sich einige Stämme, er akzeptiere damit Kanadas Eigentum am Land der Ureinwohner. Die Mohawk lehnten diese Haltung jedoch ab, indem sie darauf verwiesen, dass sie die Souveränität nie verloren haben.
2005 bis 2006 betrieb Mercredi eine Kandidatur für die New Democratic Party in Churchill, gab dieses Vorhaben jedoch wieder auf.
Im Mai 2007 erschien Mercredi in der Presse mit der Forderung nach Kompensationszahlungen durch die Mobilfunkunternehmen. Er forderte, Luft genauso als Ressource zu betrachten, wie etwa Wasser, und diese werde von den Strahlen der Verbindungsmasten geschädigt.
Seit November 2007 ist er Kanzler des University College of the North in Nord-Manitobas Sudbury. Derzeit ist er Häuptling der Misipawistik Cree Nation.